# جعفر تبریزی

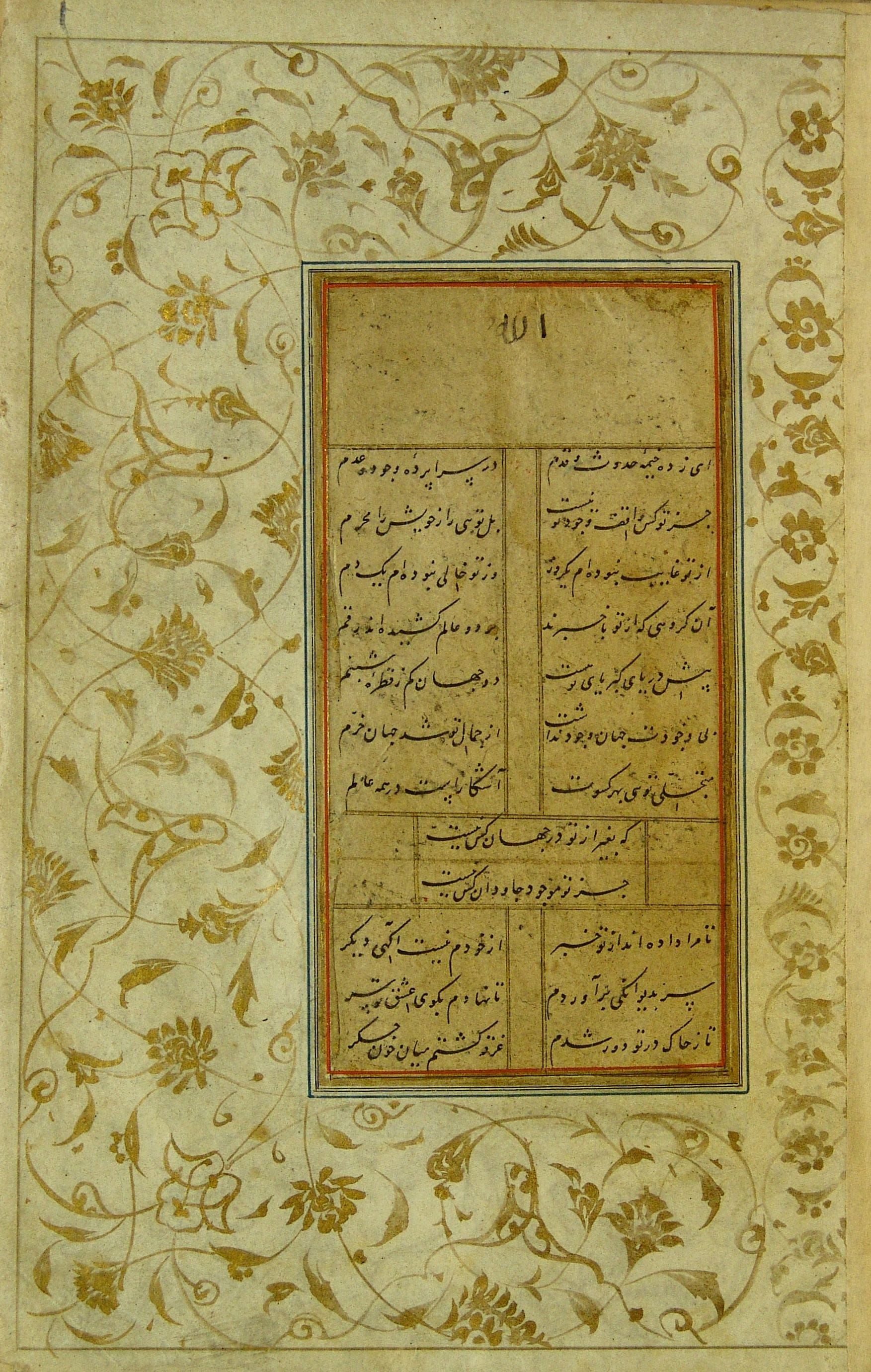
نمایی از خوشنویسی گلشن‌راز توسط جعفر تبریزی، این نسخه در کتابخانهٔ آستان قدس رضوی قرار دارد. - ۲۰۲۲

میرزا جعفر بن علی تبریزی یا فریدالدّین جعفر تبریزی یکی از استادان خوشنویسی ایرانی در قرن نهم هجری است که با لقب بایسنقری هم از او یاد می‌شود. او بزرگترین نستعلیق‌نویس زمان خود بود. یکی از آثار معروف نستعلیق او شاهنامه بایسنقری است. این شاهنامه هم‌اکنون در یکی از کتابخانه‌های ایران نگهداری می‌شود. یکی دیگر از کارهای میرزا جعفر تبریزی مرقع نفیسی است در کتاب‌خانه دانشگاه توبینگن آلمان که می‌توان نمونه‌های بسیار عالی از خط ثلث، ریحان، نسخ، رقاع، توقیع و نستعلیق را در آن‌ها یافت.
او رئیس کتابخانه دربار شاهزاده بایسنقر میرزا _ پسر شاهرخ و نوهٔ هنرمند و هنرپرور تیمور گورکانی _ بود. او در نگارش هفت قلم مهارت داشت اما در نستعلیق‌نویسی شهرت یافت. استاد او دراین خط عبدالله پسر میرعلی تبریزی واضع خط نستعلیق بوده‌است. و از شاگردان صاحب نام او مولانا اظهر تبریزی است.

## زندگی
تاریخ تولد و درگذشت جعفر تبریزی به‌درستی معلوم نیست، ولی از آثار و خطوط برجا مانده از او پیداست که بین سالهای ۸۱۶ تا ۸۵۶ زنده بوده‌است . او از مردم ماهشهر بود، لیکن به دلیل اقامت طولانی در هرات، به هروی معروف شده‌است . از هرات به ماوراءالنهر سفر کرد و سه سال در بلخ ماند، سپس به خوارزم رفت و یک سال در سمرقند اقامت گزید و در بخارا درگذشت . میرزا جعفر تبریزی در سال ۸۸۵ بدرود حیات گفت.

## فعالیت هنری
میرزا جعفر در رواج خط نستعلیق کوشش بسیار نمود و در اندک مدتی آن را مقبول عام و خاص کرد  او این خط را از استاد بلاواسطه خود میرعبدالله فرزند میرعلی تبریزی آموخت و در آن از بانی نستعلیق، یعنی میرعلی، نیز برتر شد . او را در «خطوط اصول» شاگرد شمس‌الدین قطابی مشرقی (متوفی ۸۱۲) بود . با آنکه شهرت عمده‌اش در خط نستعلیق است خطوط دیگر را استادانه‌تر می‌نوشت .
میرزا جعفر پیش از پیوستن به دربار بایسنقر میرزا، در تبریز در دربار میرانشاه بن تیمور به سر می‌برد  لیکن در حقیقت تربیت یافته دربار شاهرخ تیموری  و طرف توجه و علاقه خاص پسر او بایسنقر میرزا بود، زیرا سمت استادی دبستان او را به عهده داشت .
میرزاجعفر در یکی از حجره‌های کاخ چهلستونِ بایسنقر میرزا کتابت می‌کرد  و سرآمد چهل کاتب و خوشنویس کتابخانهٔ او بود .
کانون هنری بایسنقر در هرات به‌نام دارالصنایع کتاب سازی معروف بود و کتاب‌های پدیدآمده در این کتابخانه و کانون هنری شامل نفیس‌ترین آثار نگارگری و استادانه‌ترین قطعات خوشنویسی هستند که به زیبایی تمام صحافی و جلدآرایی گشته‌اند. تاریخ تأسیس کتاخانه بایسنقر ۱۴۲۰م است و این موقعی است که بایسنقر میرزا به فرماندهی قشون برای نجات تبریز از دست ترکمن‌ها به‌آنجا رفته بود و در آنجا هنرمندانی همچون استاد جعفر را با خود به هرات آورد.
مکتب هرات و کانون هنری بایسنقری که به کار کتاب‌آرایی می‌پرداخت را می‌توان ادامه کتابخانه جلایریان در تبریز دانست که هرچند در زمان قراقویونلوها پایتخت به شروان منتقل و حمایتی از هنر به عمل نمی‌آمد اما بقایای آن هنوز تا زمان رسیدن بایسنقر به تبریز موجود بود و هنگامی که بایسنقر شاهزاده تیموری به فرمان پدرش شاهرخ میرزا به حکمرانی تبریز فرستاده شده او جعفر تبریزی را در آنجا می‌بیند.
یکی از عوامل تجدید رونق خطوط متداول در ایران قرن نهم وجود میرزا جعفر بود. او با تربیت شاگردانی در انواع خطوط، به توسعه و پیشرفت خطاطی در ایران کمک کرد. شاگردان معروف او عبارت‌اند از: اظهر تبریزی در خط نستعلیق؛ شیخ محمود زرین قلم در خفی نویسی؛ عبدالحی منشی استرآبادی در خط تعلیق؛ و مشهورترین شاگرد او، که در ضمن داماد او نیز بود، عبداللّه طبّاخ هروی که در خط اصول سرآمد بود .
میرزا جعفر، علاوه‌بر خطاطی، شعر نیز می‌گفت؛ ترکیب بندی که در رثای بایسنقر میرزا برای تسلیت به شاهرخ گفته، هم هنر شاعری او را می نمایاند و هم معرف مقام شاعر نزد شاهرخ است .

## لقب‌ها
در بسیاری از منابع او را «مولانا جعفر تبریزی» می‌نامند و از آن‌جایی که از توجه و حمایت شاهزاده بایسنقر میرزا برخوردار بود و به او انتساب داشت  اغلب از او با نام «جعفر بایسنقری» ( یا بایسنغری) نام برده شده‌است. لقب دیگرش «عین الاعیان» بود و سلطان‌علی قاینی، در خطی که در ۹۱۴ نوشته، او را « قبلة الکتّاب » و «کمال الدین » نامیده است .

## آثار
آثار به جامانده از او، برخی در ایران، و بسیاری نیز در کتابخانه‌های جهان پراکنده است. مهمترین آنها عبارت‌اند از: شاهنامه بایسنقری که به خط نستعلیق و در ۸۳۳ به فرمان بایسنقر میرزا کتابت شده  و هم‌اکنون در کتابخانهٔ سلطنتی سابق در موزه کاخ گلستان (ش ۴۷۵۲) موجود است. دیوان اشعار حسن دهلوی که در ۸۲۵ به دارالسلطنه هرات تقدیم شده و در کتابخانه مجلس (ش ۴۰۱۷) موجود است ؛ نسخه‌ای از کلیات همام تبریزی به خط نستعلیق که در ۸۱۶ کتابت شده و در کتابخانه ملی پاریس نگهداری می‌شود. در این نسخه او به نام میرزا جعفر تبریزی خوانده شده‌است، زیرا هنوز به دربار بایسنقر میرزا راه نیافته بود ؛ نسخه‌ای از دیوان حافظ به خط نستعلیق در موزه آثار اسلامی و ترک در استانبول؛ و نسخه دو جلدی (تذهیب شده از گلستان سعدی است که استاد جعفر در 830 فراهم آورده‌است.
از نمونه‌های دیگر کار میرزا جعفر تبریزی مرقعی است در کتابخانه دانشگاه توبینگن آلمان که بهترین نمونه خطوط ثلث، ریحان، نسخ، رقاع، توقیع، نستعلیق و تعلیق را می‌توان در آنها یافت..